# Culture de Lengyel
Pour les articles homonymes, voir Lengyel (homonymie).

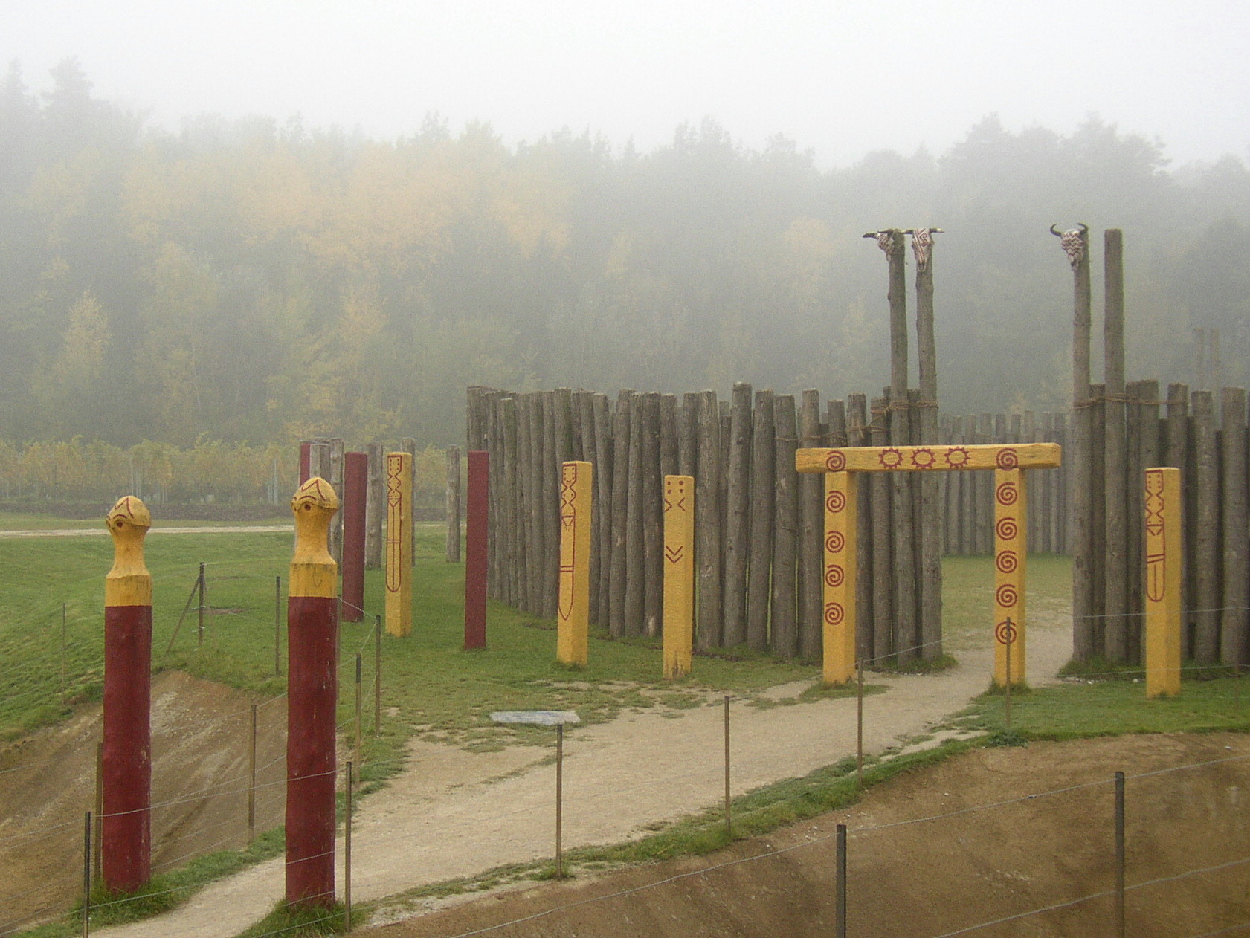
Reconstruction d´un fossé circulaire à Heldenberg

La culture de Lengyel est une culture du Néolithique qui s'étend d'environ 5000 à 3400 av. J.-C. centrée sur le Danube et couvrant essentiellement l'ouest de la Slovaquie et de la Hongrie, l'est de l'Autriche et de la Slovénie, la Moravie, la Bohême, le sud-ouest de la Pologne et le nord de la Croatie. Lengyel est un village de Hongrie du comitat de Tolna. En Autriche et en Moravie, elle est aussi appelée la culture de la céramique peinte.

## Développement
Elle succède au niveau local à la culture rubanée à partir de 4 900 av. J.-C. Elle se divise en trois phases : polychrome, bichrome et non-peinte. Cette culture poursuit la production de figurines typique des civilisations danubiennes. Elle évoluera ensuite vers l'épi-lengyel (4250-3950 av. J.-C.) qui se différenciera plus tard en formant la culture de Lasinja (Balaton-Lasinja) au sud et la culture de Retz (Basse-Autriche) ainsi que vers la culture de Jordanów (4300-3900 av. J.-C.) autour de la République tchèque.
La culture de Lengyel continue les pratiques agricoles et funéraires du Rubané. Ses longues maisons en sont aussi dérivées mais elles ne sont plus découpées en trois parties et remplacent le plan rectangulaire par un plan trapézoïdal. 
Beaucoup de sites (Friebritz, Gaudendorf, Tešĕtice-Kyjovice, …) possèdent des fossés circulaires. Ce sont des enclos formés par une enceinte circulaire en terre entourée d'un fossé et doublée par une palissade.

## Découvertes

L'Europe au

Les sites principaux se trouvent en Hongrie (Lengyel, Aszód, Zengövárkony), en Slovaquie (Lužianky, Svodin) et en Moravie (Kramolin, Jezeřany-Maršovice). Des figurines ont été trouvées en Basse-Autriche, en particulier la Vénus de Langenzersdorf et la Vénus de Falkenstein. Cette dernière est haute de 13 cm et date de 4500 av. J.-C. Sa peau est peinte en jaune, elle porte un tablier et une ceinture. La tête est abstraite et le cou très allongé. Depuis le 29 septembre 2009, elle est exposée au Musée de la préhistoire du château d'Asparn.

## Génétique
Les éleveurs et agriculteurs de l'Ouest de l'Anatolie qui ont colonisé l'Europe néolithique semblent avoir appartenu principalement à l'haplogroupe G2a dont environ 60 % des échantillons européens néolithiques testés à ce jour, avec une minorité composée de divers haplogroupes tels que E1b1b, H2, J2a1, R1b-V88 et T1a, surtout autour du bassin méditerranéen. Les tests d'ADN préhistorique ont confirmé la présence de G2a dans tous les sites néolithiques d'Europe testé à ce jour, y compris de nombreux échantillons des cultures de céramique cardiale, de Starčevo et de la céramique rubanée.

## Galeries

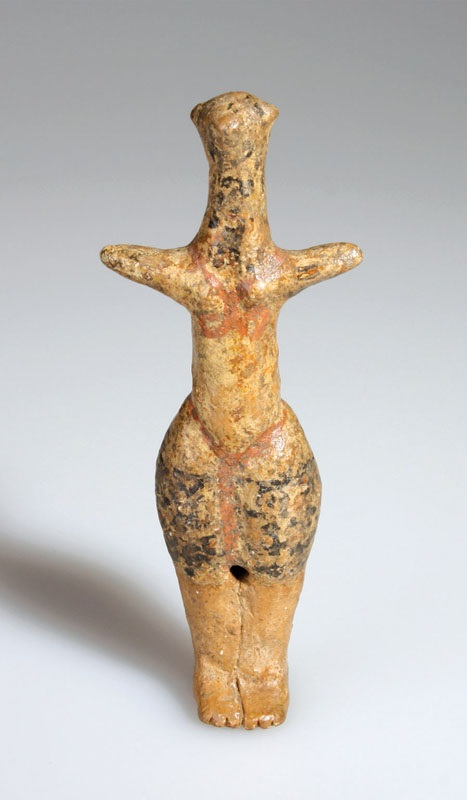
Vue d'ensemble de la Vénus de Falkenstein.
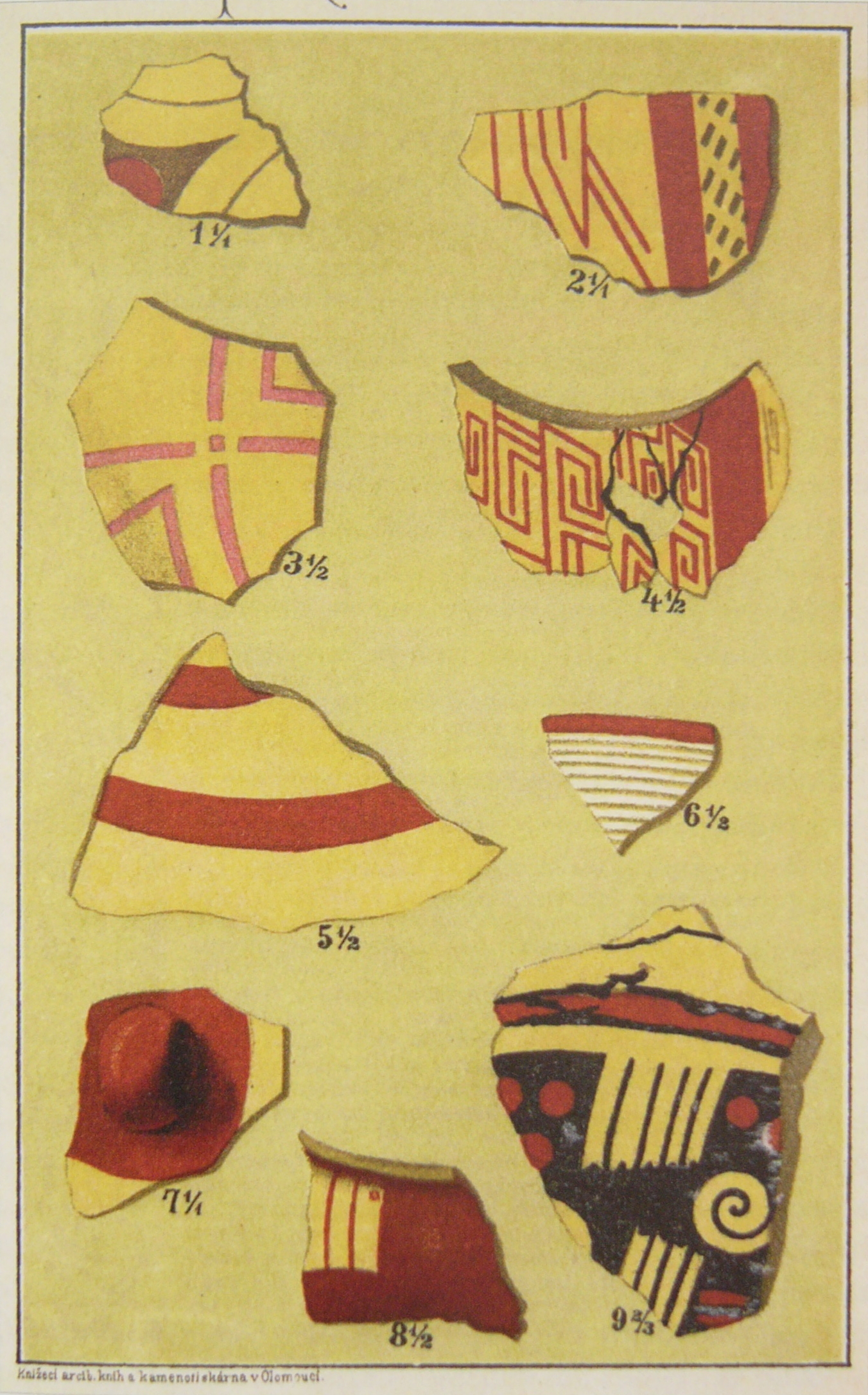
Fragments d'un pot en céramique.
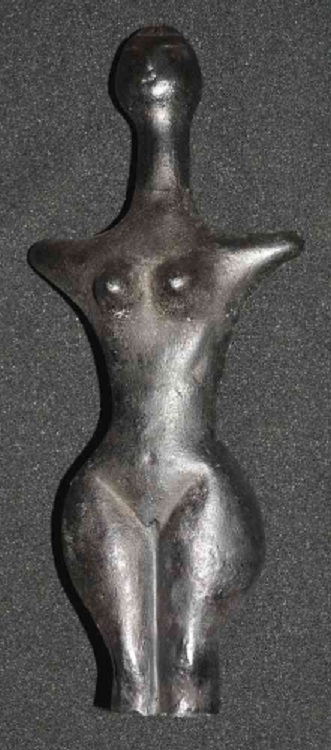
Vénus de Langenzersdorf.
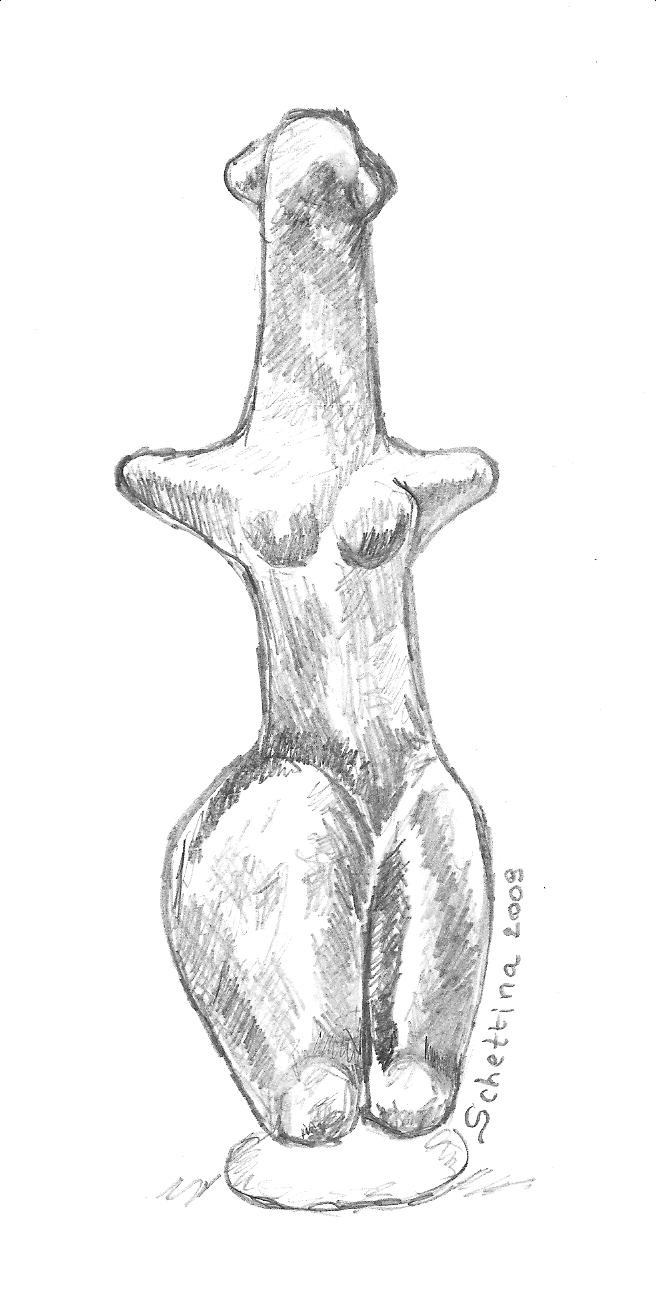
Vue d'ensemble de la Vénus de Langenzersdorf.
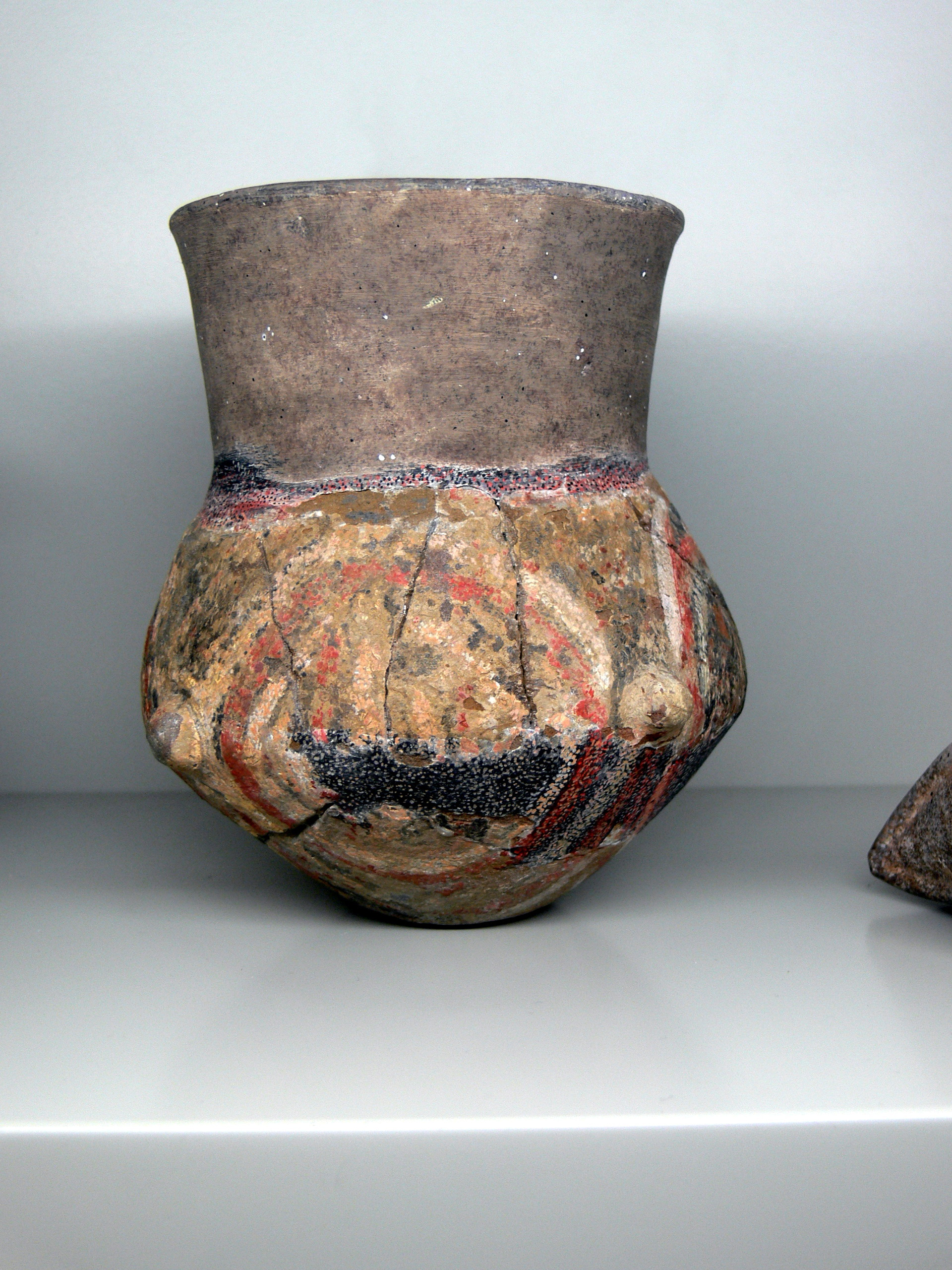
Pot de céramique découvert sur la culture Lengyel.